# Куп Мађарске у фудбалу 2004/05.
Куп Мађарске у фудбалу 2004/05. (мађ. 2004–2005-оs magyar labdarúgókupa) је било 65. издање серије, на којој је екипа ФК Шопрона тријумфовала по 1. пут.

## Четвртфинале[3]
| Тим #1           | Резултат                         | Тим #2             |
| ---------------- | -------------------------------- | ------------------ |
| 6. април 2005.   |                                  |                    |
| ФК БКВ Елере     | 3 : 2                            | Бодајк             |
| 6. април 2005.   |                                  |                    |
| ФК Казинцбарцика | 1 : 2                            | ФК Шопрон          |
| 6. април 2005.   |                                  |                    |
| ФК Хонвед        | 1 : 1 (1 : 1) п.с.н. (2 : 0) пен | Видеотон           |
| 6. април 2005.   |                                  |                    |
| ФК Ференцварош   | 3 : 1                            | ФК Ракоци Капошвар |

## Полуфинале
| Тим #1          | Резултат             | Тим #2         |
| --------------- | -------------------- | -------------- |
| 20. април 2005. |                      |                |
| ФК Шопрон       | 1 : 1 (4 : 2) п.с.н. | ФК Хонвед      |
| 20. април 2005. |                      |                |
| ФК БКВ Елере    | 1 : 3                | ФК Ференцварош |

## Финале
| ФК Ференцварош   | 1 : 5    | ФК Шопрон                                                                        |
| ---------------- | -------- | -------------------------------------------------------------------------------- |
| Петер Липчеи 49’ | Извештај | Михаљ Тот 13’ · Жолт Барањош 38’ · Иван Балашко 45’ (11) 57’ · Андраш Хорват 73’ |